# Jump Up!
Jump Up! je šestnácté studiové album britského zpěváka a textaře Eltona Johna, vydané v roce 1982. Ve Velké Británii bylo vydáváno pod značkou The Rocket Record Company a ve Spojených státech pak vydavatelstvím Geffen Records. Mimo jiné obsahuje i píseň „Empty Garden (Hey Hey Johnny)“, věnovanou památce zavražděného člena skupiny The Beatles Johna Lennona.

## Seznam skladeb

### První strana
1. „Dear John“ (John, Gary Osborne) – 3:28
2. „Spiteful Child“ – 4:11
3. „Ball and Chain“ (John, Osborne) – 3:27
4. „Legal Boys“ (John, Tim Rice) – 3:08
5. „I Am Your Robot“ – 4:42
6. „Blue Eyes“ (John, Osborne) – 3:25

### Druhá strana
1. „Empty Garden (Hey Hey Johnny)“ – 5:05
2. „Princess“ (John, Osborne) – 4:55
3. „Where Have All the Good Times Gone“ – 3:58
4. „All Quiet on the Western Front“ – 6:00

## Obsazení
- Elton John – zpěv, klavír, cembalo, doprovodné vokály
- Pete Townshend – akustická kytara
- James Newton Howard – syntezátory, elektrické piano, aranžmá, dirigent
- Dee Murray – baskytara, doprovodné vokály
- Jeff Porcaro – bicí
- Richie Zito – kytara
- Steven Holly – tamburína, syntetický buben
- Gary Osborne – doprovodné vokály
- Gavin Wright – dirigent